# 12 mars 1942
Le jeudi 12 mars 1942 est le 71e jour de l'année 1942.

## Naissances
- Ángel Serrano, joueur et entraîneur espagnol de basket-ball
- Édouard Chambost (mort le 8 janvier 2009), avocat au Barreau de Paris et écrivain
- Caroline Mortimer, actrice britannique
- Henri Cuq (mort le 11 juin 2010), politicien français
- John Cummins, homme politique canadien
- Shabnam Shakeel (morte le 2 mars 2013), poète et écrivain pakistanaise

## Décès
- Enric Morera i Viura (né le 22 mai 1865), compositeur espagnol
- Félix Braise (né le 9 avril 1893), personnalité politique française
- Federico Urales (né le 19 août 1864), ouvrier tonnelier, syndicaliste puis pédagogue, éditeur, journaliste, écrivain et dramaturge libertaire espagnol
- Moro Naba Kom II (né en 1890), roi burkinabé
- Kristaps Bahmanis (né le 7 février 1867), juriste, écrivain, journaliste et homme politique letton
- Robert Bosch (né le 23 septembre 1861), industriel allemand
- William Henry Bragg (né le 2 juillet 1862), physicien et chimiste britannique

## Événements
- Découverte de 3446 Combes
- Fin de la bataille de Java